# La Rochepot
La Rochepot település Franciaországban, Côte-d’Or megyében. Lakosainak száma 281 fő (2022. január 1.). La Rochepot Santosse, Auxey-Duresses, Baubigny, Nolay, Saint-Aubin, Santenay, Change, Dezize-lès-Maranges és Cormot-Vauchignon községekkel határos.

## Népesség
A település népességének változása:
| Lakosok száma | 275  | 272  | 241  | 278  | 289  | 288  | 291  | 285  | 281  | 281  |
|               | 1968 | 1982 | 1990 | 2006 | 2013 | 2015 | 2017 | 2019 | 2020 | 2022 |